# Profunditat
|  | Per a altres significats, vegeu «Profunditat (desambiguació)». |

Profunditat del mar detectada amb una sonda

Es denomina  profunditat  o fondària a la distància d'un element respecte a un pla de referència pel general horitzontal, quan aquest element es troba per sota de la referència. Quan passa el contrari s'anomena elevació, nivell o simplement alçada. Els terrenys que es troben més  profunds  s'anomenen  fosses , tant si són marines com terrestres.
 Exemples :
- En tecnologia, la profunditat d'un forat, amb relació a la superfície d'una peça de treball.
- En geologia, la profunditat d'un pou en relació amb la superfície de la Terra.
- La profunditat del mar en un punt determinat de la superfície d'aquest.[3]
- La profunditat d'un vaixell o elements buits (per exemple, tasses, lavabos). Segons el tipus es mesurarà contra una vora superior o d'una especial o el nivell d'ompliment actual.
- Una ferida profunda, basada en la superfície del cos.

## Dimensió d'objectes

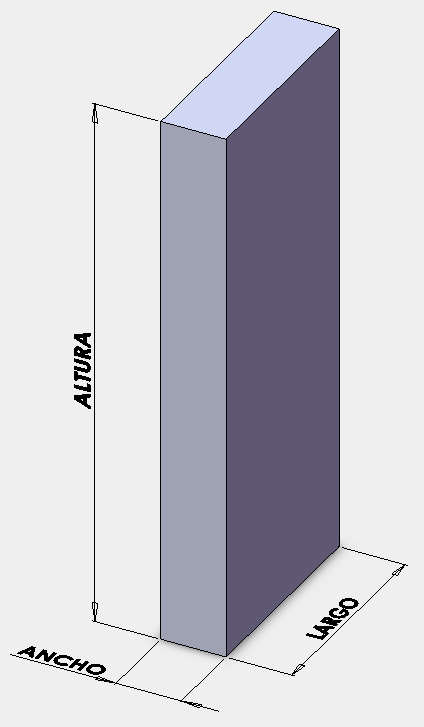
Un paral·lelepíped amb cotes a les tres dimensions: amplària, alçària i fondària.

En objectes multidimensionals, sovint el concepte de profunditat d'un eix longitudinal s'utilitza per distingir sense ambigüitat entre aquests eixos. En general, s'agafa la longitud perpendicular a la superfície frontal real o imaginària o el front de "tornada", tal com ho veu l'observador (sense importar la magnitud comparada amb les altres mides).
 Exemples :
- A la vida quotidiana, les dimensions de tot allò que té una part frontal (un moble, un electrodomèstic, un equip informàtic, etc.), se solen especificar amb amplària, alçària i fondària (ample x alt x profund). Per exemple, en aquest context, es parla de l'amplada dels prestatges i de la profunditat d'un moble com una mesura que complementa la superfície frontal visible d'un espai-eix per a la descripció de les tres dimensions.
- La profunditat de la trama d'un teixit, per a diferenciar una part en una de les dues dimensions, (d'una superfície que és mòbil i que si es tingués en compte el tipus de teler pot estar en una posició horitzontal o no).[5]

## Dimensió abstracta
Com extensió de la noció física de profunditat, també s'utilitza de forma abstracta. Per exemple es pot emprar per a definir el nivell a què arriba un estudi o una obra literària: ho tracta l'autor en profunditat, o només de forma superficial.